# Žinvalská přehradní nádrž
Žinvalská přehrada je přehradní nádrž s hydroelektrárnou na řece Aragvi u městečka Žinvali v Gruzii. Po Ingurské přehradě jde o druhou největší dostavěnou přehradu v Gruzii. Vodní nádrž slouží k zásobování měst Mccheta, Rustavi a hlavního města Tbilisi pitnou vodou. Strojovna elektrárny je umístěná u paty hráze. Stavba trvala 11 let, ke spuštění první turbíny došlo v roce 1985. Kolem prochází Gruzínská vojenská cesta.

## Pozoruhodnosti
Při ústí řek Arkala a Aragvi do Žinvalské přehrady se nachází středověké pevnost Ananuri ze 17. století.

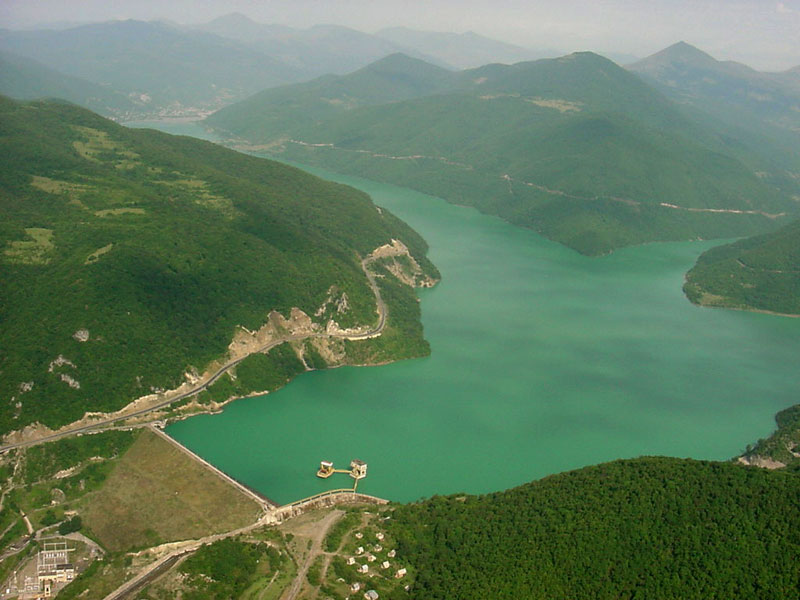
Pohled z jihovýchodu
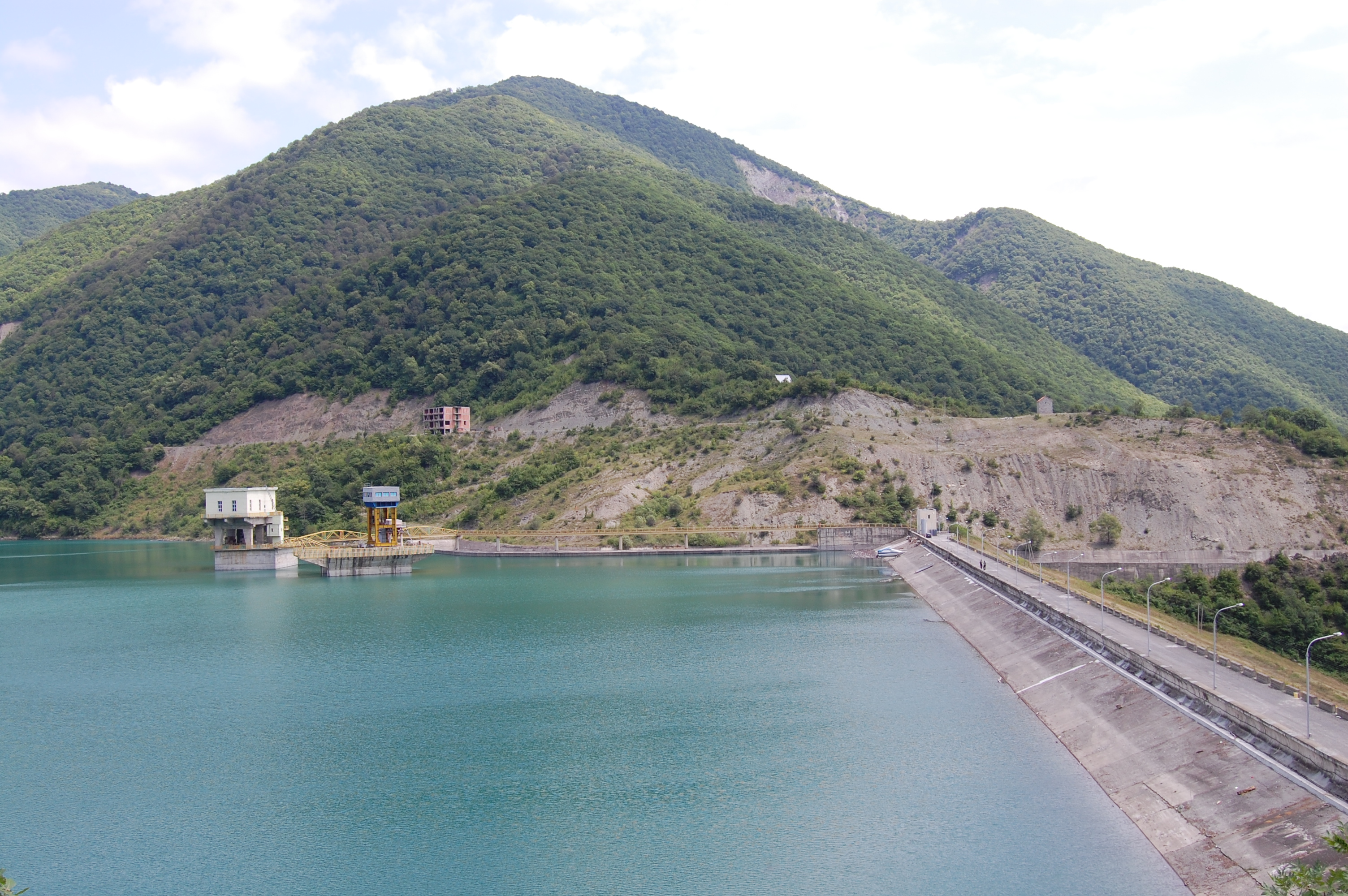
Pohled na hráz ze západu
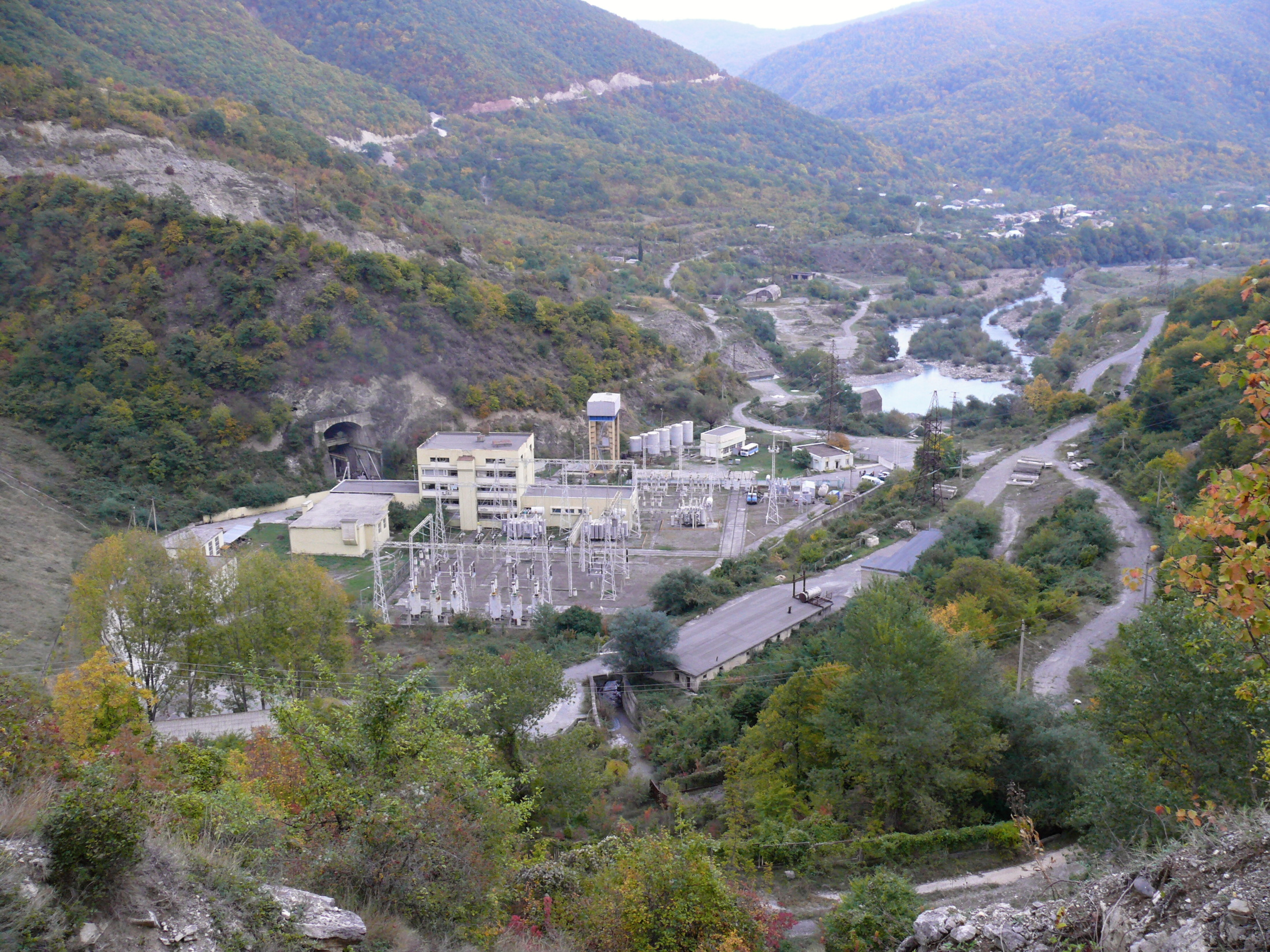
Strojovna elektrárny u paty hráze